# Relaciones internacionales de Canadá

Naciones con las que Canadá tiene relaciones diplomáticas.

Las relaciones exteriores de Canadá son las relaciones de Canadá con otros gobiernos y naciones. Canadá es reconocida como una potencia intermedia por su papel en los asuntos internacionales con tendencia a buscar soluciones multilaterales. La política exterior de Canadá basada en el mantenimiento de la paz y la seguridad internacionales se lleva a cabo a través de coaliciones y organizaciones internacionales, y a través del trabajo de numerosas instituciones federales. El papel de mantenimiento de la paz de Canadá durante el siglo XX ha jugado un papel importante en su imagen global. La estrategia de la política de ayuda exterior del gobierno canadiense refleja un énfasis en cumplir los Objetivos de Desarrollo del Milenio, al mismo tiempo que proporciona asistencia en respuesta a crisis humanitarias en el extranjero.
El fuerte apego de Canadá al Imperio Británico se tradujo en una importante participación en los esfuerzos militares británicos en la segunda guerra bóer (1899-1902), la Primera Guerra Mundial (1914-1918) y la Segunda Guerra Mundial (1939-1945). Desde entonces, Canadá ha abogado por el multilateralismo, esforzándose por resolver los problemas mundiales en colaboración con otras naciones. Durante la Guerra Fría, Canadá fue uno de los principales contribuyentes a las fuerzas de la ONU en la guerra de Corea y fundó el Mando Norteamericano de Defensa Aeroespacial (NORAD) en cooperación con Estados Unidos para defenderse de posibles ataques aéreos de la Unión Soviética.
Canadá y Estados Unidos comparten la frontera indefensa más larga del mundo, cooperan en campañas y ejercicios militares y son el mayor socio comercial del otro. No obstante, Canadá tiene una política exterior independiente. Por ejemplo, mantiene relaciones plenas con Cuba y se negó a participar en la guerra de Vietnam y en la invasión de Irak en 2003. Canadá mantiene lazos históricos con el Reino Unido y Francia y con otras antiguas colonias británicas y francesas a través de su pertenencia a la Mancomunidad de Naciones y a la Organización Internacional de la Francofonía. Canadá destaca por mantener una relación positiva con los Países Bajos, debido, en parte, a su contribución a la liberación holandesa durante la Segunda Guerra Mundial.
Canadá fue miembro fundador de las Naciones Unidas y es miembro de la Organización Mundial del Comercio, el G20 y la Organización para la Cooperación y el Desarrollo Económico (OCDE). Canadá también es miembro de otras organizaciones y foros internacionales y regionales para asuntos económicos y culturales. Canadá se adhirió al Pacto Internacional de Derechos Civiles y Políticos en 1976. Canadá ingresó en la Organización de los Estados Americanos (OEA) en 1990 y fue sede de la Asamblea General de la OEA en 2000 y de la III Cumbre de las Américas en 2001. Canadá quiere ampliar sus lazos con las economías de la cuenca del Pacífico a través de su pertenencia al Foro de Cooperación Económica Asia-Pacífico (APEC).